# Milda Lauberte
Milda Lauberte (7 d'octubre de 1918, Vildoga - 19 d'octubre de 2009, Riga), fou una mestra d'escacs letona.
Va participar en dos Campionats del Món d'escacs femenins, assolint la tercera posició amb Sonja Graf, darrere Vera Menchik i Clarice Benini a Estocolm 1937, i la sisena a Buenos Aires 1939 (la campiona hi fou també Vera Menchik). El 1954 va participar en el Campionat de l'URSS per equips, celebrat a Riga.